# Le Port (Del Marle)
Pour les articles homonymes, voir Le Port.
Le Port est un tableau réalisé par le peintre français Félix Del Marle en 1913. Cette huile sur toile futuriste représente un port. Exposée au Salon des indépendants de 1914, elle est aujourd'hui conservée au musée des Beaux-Arts de Valenciennes, à Valenciennes.

## Expositions
- Salon des indépendants de 1914, Paris, 1914.
- Le Cubisme, Centre national d'art et de culture Georges-Pompidou, Paris, 2018-2019.